# Nakło (gmina)
Nakło (1945–46 Nakło Śląskie) – dawna gmina wiejska istniejąca w latach 1945–1946 i 1973–1977 w woj. śląskim i woj. katowickim (dzisiejsze woj. śląskie). Siedzibą władz gminy było Nakło.
W 1928 roku sekretarzem gminy był Jan Moll, odznaczony Brązowym Krzyżem Zasługi za „zasługi w przyłączeniu Górnego Śląska do Polski”.
Gmina zbiorowa Nakło Śląskie powstała w grudniu 1945 w powiecie tarnogórskim w woj. śląskim (śląsko-dąbrowskim). 14 lutego 1946 gmina liczyła 2976 mieszkańców. W wykazach opartych na stanie administracyjnym po 1946 roku jednostka już nie występuje.
Gminę Nakło reaktywowano 1 stycznia 1973 w powiecie tarnogórskim w woj. katowickim. W jej skład weszło tylko jedno sołectwo Nakło, utworzone z obszaru zniesionego osiedla Nakło
1 czerwca 1975 gmina weszła w skład nowo utworzonego (mniejszego) woj. katowickiego.
1 lutego 1977 gmina została zniesiona przez połączenie z dotychczasową gminą Świerklaniec w nową gminę Świerklaniec.